# Il cacciatore di giganti
Il cacciatore di giganti (Jack the Giant Slayer) è un film del 2013 diretto da Bryan Singer.
Film d'avventura fantasy statunitense sceneggiato da Darren Lemke, Christopher McQuarrie e Dan Studney, da una storia di Lemke e David Dobkin. Il film, basato sulle fiabe britanniche L'ammazzagiganti e Jack e la pianta di fagioli, vede protagonisti Nicholas Hoult, Eleanor Tomlinson, Stanley Tucci, Ian McShane, Bill Nighy, Eddie Marsan ed Ewan McGregor. Il film racconta la storia di Jack, un giovane bracciante agricolo che deve salvare una principessa dai giganti dopo aver inavvertitamente aperto una porta nel cielo che conduce verso la terra.
Lo sviluppo di Il cacciatore di giganti è iniziato nel 2005, quando Lemke lanciò l'idea per la prima volta. D. J. Caruso è stato assunto per dirigere il film nel gennaio 2009, ma nel settembre dello stesso anno Caruso è stato sostituito da Singer, che ha assunto McQuarrie e Studney per rielaborare la sceneggiatura. I personaggi principali sono stati scelti tra febbraio e marzo 2011 e le riprese principali sono iniziate nell'aprile 2011 in Inghilterra con location nel Somerset, Gloucestershire e Norfolk. L'uscita del film è stata posticipata in post-produzione per concedere più tempo agli effetti speciali e al marketing.
Il cacciatore di giganti è stato presentato in anteprima il 26 febbraio 2013 a Hollywood. È uscito nelle sale negli Stati Uniti il 1 marzo 2013, ricevendo recensioni contrastanti da parte della critica ed è stata un flop al botteghino, incassando 197 milioni di dollari in tutto il mondo contro un budget di 185-200 milioni di dollari.

## Trama
Jack è un contadino che vive nel regno di Cloister, retto dal buon re Brahmwell, padre della principessa Isabelle. Da bambini, Jack e Isabelle erano affascinati da una leggenda secondo la quale dei monaci, nella smania di avvicinarsi a Dio, violarono le leggi della magia per produrre dei fagioli magici in grado di far nascere una pianta alta fino al cielo. Quando vi si arrampicarono, però, i monaci non trovarono il Paradiso, bensì Gantua, un regno sospeso nel cielo e abitato da terribili giganti, i quali usarono la pianta di fagiolo per scendere sulla terra e devastarla, fino al momento in cui re Eric fece forgiare una corona magica dal cuore di un gigante, in grado di soggiogarli. Così i giganti tornarono al loro regno, mentre gli ultimi fagioli rimasti e la corona vennero seppelliti assieme al re.
Divenuto grande, Jack ha perso i genitori e vive in povertà con uno zio; questi gli ordina di andare in città e vendere il loro cavallo bianco e il carretto per racimolare qualche soldo. In città il ragazzo salva Isabelle dalle molestie di alcuni balordi: la principessa è infatti costretta dal padre a non lasciare il castello, ma, nonostante il divieto, va spesso in cerca di avventure.
Intanto Lord Roderick, il consigliere del re nonché promesso sposo della principessa Isabelle, scopre che un monaco è penetrato nel suo appartamento, rubandogli qualcosa di molto prezioso. Lo stesso monaco, vistosi braccato dalle guardie di Roderick, si imbatte per caso in Jack e gli consegna un sacchetto pieno di fagioli in cambio del suo cavallo, con lo specifico ordine di non farli bagnare. Poco dopo il monaco viene arrestato dalle guardie e portato al cospetto di Roderick, che, di fronte alla sua reticenza nel parlare, lo uccide.
Isabelle litiga col padre perché la tiene prigioniera nel castello mentre lei vorrebbe esplorare il mondo; contemporaneamente lo zio rimprovera Jack per essersi fatto rubare il carro e il cavallo. Durante questo litigio lo zio getta per terra i fagioli del monaco. La principessa scappa e trova rifugio proprio a casa di Jack. Il ragazzo la riconosce e le svela di essere il ragazzo che era intervenuto la mattina stessa in sua difesa; i due si scoprono molto affini, ma in quell'istante uno dei fagioli finito per terra viene raggiunto dall'acqua piovana e diventa all'improvviso un'enorme pianta che sale fino al cielo, portando con sé la casa di Jack e Isabelle, mentre Jack cade fuori dalla porta e sviene.
Il re Brahmwell arriva sul luogo e incarica le sue migliori guardie, capeggiate dal fido Elmont, di arrampicarsi sulla pianta e cercare la principessa. Anche Jack, sentendosi responsabile, si aggiunge ai componenti della missione, alla quale partecipa anche Roderick, che si offre volontario per "dimostrare il suo valore". Proprio Roderick, assieme al suo sgherro Wicke, durante l'arrampicata fa cadere alcune guardie al suolo, lasciando intendere che in realtà abbia dei loschi piani.
I superstiti arrivano nel regno sospeso, dove si dividono in due gruppi; prima, però, Roderick minaccia Jack e gli sottrae i fagioli rimasti, intimandogli di non dire nulla a nessuno. Jack riesce tuttavia a tenersi un fagiolo, che mette al sicuro nel medaglione che porta appeso al collo. Jack e il soldato Crawe cadono in una trappola tesa da un gigante. Il gigante, Fee, cattura Elmont e Crawe, ma Jack riesce a nascondersi e a seguirlo fino al suo covo. Intanto anche il secondo gruppo si imbatte in Foe, un gigante, che mangia brutalmente l'assistente di Roderick, Wicke. Roderick cerca di fuggire, venendo intercettato da Fye, ma mentre il gigante sta per fare lo stesso con Roderick, questi estrae la corona magica di Eric, riuscendo a soggiogarli e salvandosi.
Nel covo dei giganti, il loro generale Fallon, unico dotato di due teste (la seconda di nome Fillon e quasi incapace di parlare), interroga Isabelle per capire come abbia fatto a raggiungere il regno sospeso. La principessa si rifiuta di rispondere, ma proprio in quel momento vengono condotti al loro cospetto Elmont e Crawe. Fallon divora quest'ultimo e sta per uccidere anche gli altri due, quando comincia a litigare col suo luogotenente, Fumm, che reclama il diritto di mangiare Isabelle. Durante la discussione tra i due giganti, giunge Roderick, che grazie alla corona magica si mette a capo dei giganti e svela il suo piano: dopo avere profanato la tomba di Eric, impadronendosi di fagioli e corona, usare la forza dei giganti per conquistare Cloister, tutti i regni confinanti e persino la mitica terra oltreoceano scoperta dai Vichinghi.
Il consigliere ordina ai giganti di prepararsi per la battaglia, e dà loro il permesso di mangiare Isabelle e Elmont. Jack ha però osservato la scena e, una volta atteso che i due prigionieri venissero condotti in cucina, riesce a intervenire, salvando Isabelle e Elmont prima che vengano cucinati, riuscendo a conficcare un coltello nella schiena del cuoco gigante e quindi a ucciderlo. Scoperta la fuga dei giovani, Roderick ingaggia un gigante, Sentry, a sorvegliare la pianta. I tre si dirigono poi verso il ciglio del regno e riescono a sbarazzarsi del gigante addormentato Sentry, facendolo cadere nel vuoto. Jack e la principessa iniziano la lunga discesa lungo la pianta, mentre Elmont rimane nel regno di Gantua per tentare di uccidere Roderick. Nel frattempo Sentry si sfracella sulla Terra e, nel vederlo, re Brahmwell capisce che le leggende sui giganti sono realtà e ordina di tagliare la pianta per impedirne la discesa, sacrificando Isabelle e i suoi soldati in nome della salvaguardia del suo popolo.
Quando i giganti si sono radunati sul ciglio del regno, pronti ad attaccare la Terra, Elmont assale Roderick, a cui cade il sacco dei fagioli sottratti a Jack e, dopo un intenso scontro, lo uccide. Fallon riesce però a impadronirsi della corona magica, indossandola come un anello e diventando il nuovo re dei giganti. Proprio in quel momento il fagiolo viene abbattuto, ed Elmont riesce a fuggire aggrappandosi alla punta prima che precipiti. Anche Isabelle e Jack sopravvivono alla caduta. Fallon trova poi il sacchetto dei fagioli, e li bagna tutti in acqua per poter scendere sulla Terra. Jack però se ne accorge e riesce a dare l'allarme. Braccati dai giganti, il re, Isabelle e il resto dei cavalieri si rintanano nel castello, dove inizia una battaglia tra il regno di Cloister e i giganti.
Jack e Isabelle attraversano il castello per dare l'allarme, ma Fallon li raggiunge grazie a un condotto subacqueo. Il gigante cattura i due e si appresta a divorarli, quando Jack fa cadere l'ultimo fagiolo nella sua gola. Una volta bagnato dai suoi succhi gastrici ne nasce una pianta di fagiolo enorme che distrugge Fallon e l'intero castello di Cloister. Dalla mano di Fallon, il cui corpo è finito in pezzi, Jack riesce così a impadronirsi della corona magica e la utilizza per soggiogare e vincere i giganti. Come in passato fece Re Eric, Jack, col potere della corona, rimandò il resto dei giganti sulle nuvole a Gantua. Dopo ciò, il re diede l'ordine di tranciare la pianta di fagioli, separando la terra dei giganti dal mondo umano e abolì la legge che la principessa fosse costretta a sposare un nobile potendo così permettere a Jack di sposarla, in quanto ormai si erano innamorati.
Jack e Isabelle si sposano e regnano insieme raccontando ai loro figli la loro magica avventura. I figli chiedono infine ai genitori dove è finita la corona, temendo che i giganti possano un giorno tornare, ma Jack li rassicura che ora si trova al sicuro. Viene infine mostrato che la corona dei giganti è stata progressivamente modificata nel tempo e che l'avventura di Jack è stata modificata di voce in voce fino alla favoletta ad oggi nota. Giunti ai giorni nostri, viene infine mostrata in un museo di Londra come la famosa corona d'Inghilterra, dove una guida del museo davanti a degli studenti, racconta la storia, ma non accenna nulla del mito di Jack e dei giganti, e che tale parte storica è stata infine persa. Uno studente rimasto per ultimo, molto simile a Roderick, prendendo appunti sorride per poi infine allontanarsi. L'ultima scena mostra sopra le nuvole di Londra la terra dei giganti, Gantua, e lascia intendere che forse le questioni con i giganti non sono ancora risolte.

## Produzione
Il progetto de Il cacciatore di giganti è nato nel 2005, quando Darren Lemke ha avuto l'idea. D. J. Caruso fu assunto per dirigere il film nel gennaio 2009 ma, nel settembre dello stesso anno, Caruso fu sostituito da Bryan Singer, che scelse Christopher McQuarrie e Dan Studney per riscrivere la sceneggiatura.

## Promozione
Il 3 gennaio 2013 è stato diffuso online il trailer italiano del film, mentre il 30 gennaio è stato pubblicato il poster internazionale.

## Distribuzione
Il film è stato distribuito nelle sale statunitensi il 1º marzo 2013, mentre in Italia l'uscita, sia in 2D sia in 3D, è stata il 28 marzo 2013.